# Tabatinga (geslacht)
Tabatinga is een kevergeslacht uit de familie van de boktorren (Cerambycidae). De wetenschappelijke naam van het geslacht werd voor het eerst geldig gepubliceerd in 1966 door Lane.

## Soorten
Tabatinga is monotypisch en omvat slechts de volgende soort:
- Tabatinga x-littera Lane, 1966